# Liste des cathédrales d'Érythrée
Cet article recense les cathédrales d’Érythrée.

## Liste
Se rattachent à l’Église catholique érythréenne :
- la cathédrale Kidane Mehret (en) à Asmara ;
- la cathédrale de Barentu ;
- la cathédrale Saint-Michel de Keren ;
- la cathédrale Saint-Michel-Archange de Segeneiti.

Se rattache à l’Église catholique latine :
- l’église Notre-Dame-du-Rosaire d’Asmara, qui était appelée « cathédrale » improprement car elle était siège d’un vicariat apostolique, supprimé le 15 décembre 1995. Il semble qu’elle ait été connue sous le nom de « cathédrale Saint-Joseph »[2].

Se rattache à l’Église érythréenne orthodoxe :
- la cathédrale Sainte-Marie (en) d’Asmara (ou « cathédrale Enda Mariam », vocable sans équivalent en français).